# Cầu gai
Cầu gai, Nhum hay Nhím biển, tên khoa học Echinoidea, là tên gọi chung của một lớp thuộc ngành Động vật da gai, sinh sống ở các đại dương.

## Mô tả
Vỏ của cầu gai có hình cầu và có nhiều gai, do đó mà có tên gọi cầu gai. Chúng có đường kính từ 3–10 cm, có thể đạt đường kính từ 8 đến 10 cm, dày khoảng 3 đến 4 phân. Gai nhọn mọc khắp vỏ bên ngoài, nếu bị đâm thì vùng da bị đâm sẽ nhức, tuy nhiên không gây nguy hiểm đến sức khỏe.
Khối lượng thịt cầu gai (còn gọi là trứng nhum) rất ít so với tổng thể khối vỏ của chúng. Các thớ thịt được cấu tạo thành hình sao từ 5 đến 8 cánh, màu vàng hoặc cam, bám dọc theo vỏ gần như rỗng.
Cầu gai di chuyển chậm, hầu như chỉ ăn tảo. Cầu gai trong tự nhiên là thức ăn của các loài rái cá biển, lươn sói (Anarrhichthys ocellatus), cá Balistidae.
Trong một số vùng biển, cầu gai còn ăn một số loại san hô thân mềm và một số loại cỏ biển thân mềm. 
Vào mùa sinh sản của cầu gai, các loại san hô thân mềm gần như là thức ăn chính.

## Trong văn hóa ẩm thực
Trong nhiều nền ẩm thực, cầu gai là một loại hải sản ngon, có giá trị dinh dưỡng cao, đem lại nhiều tác dụng tốt cho sức khỏe. Thông thường, cầu gai được chế biến thành món ăn chủ yếu theo 3 cách ăn sống, nướng và nấu cháo.

## Hình ảnh

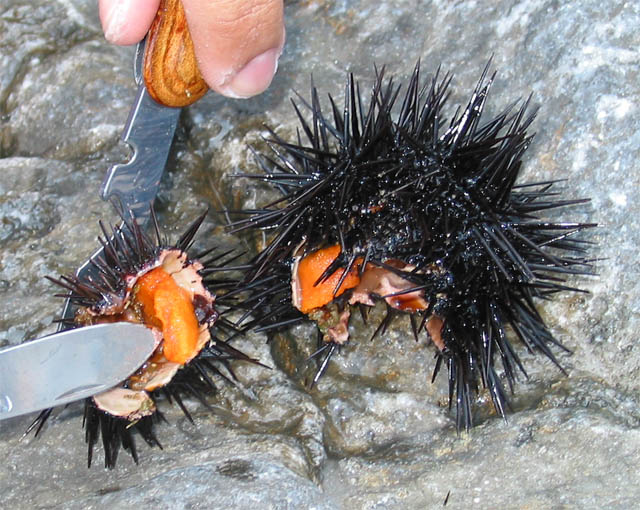
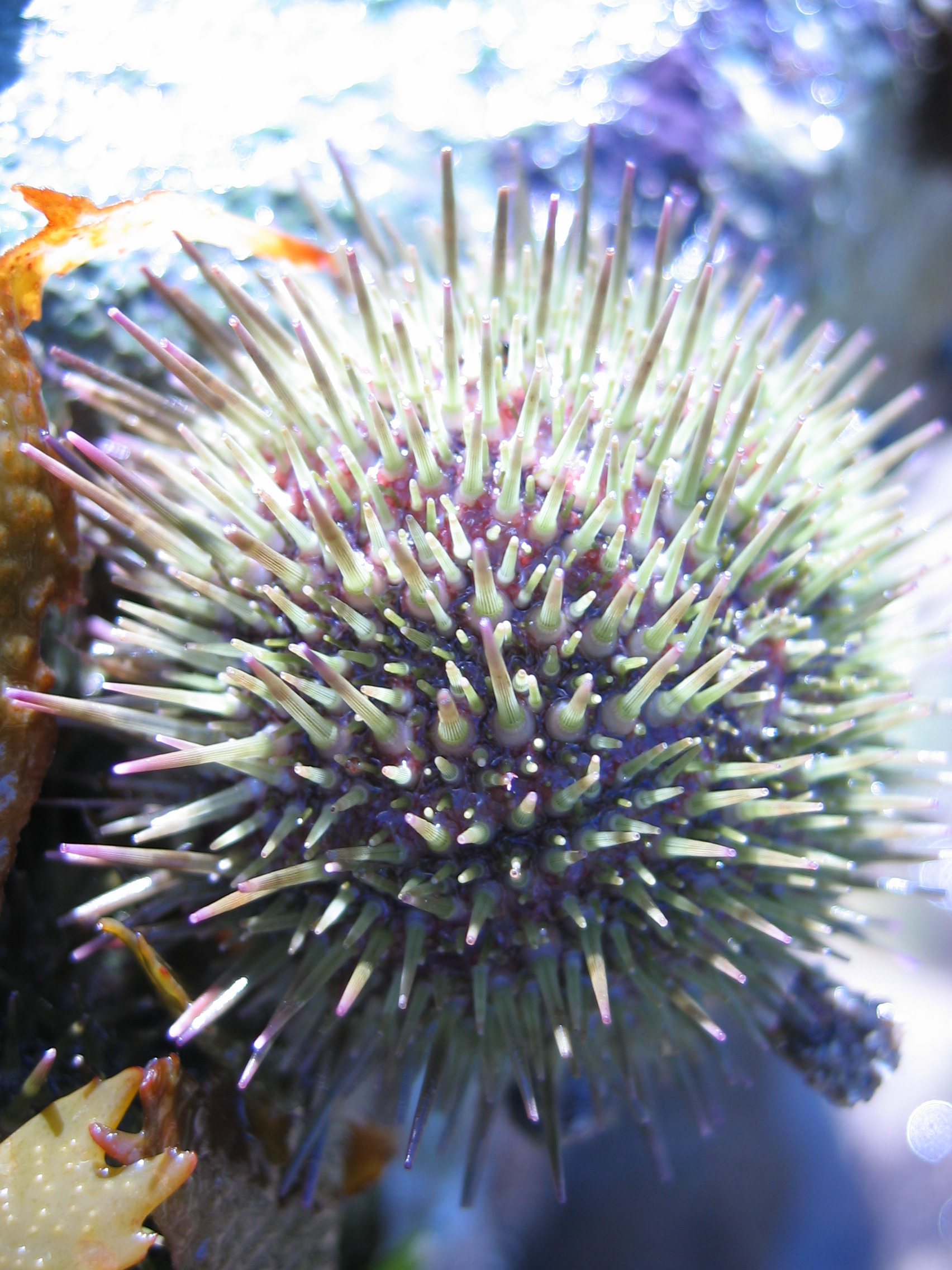
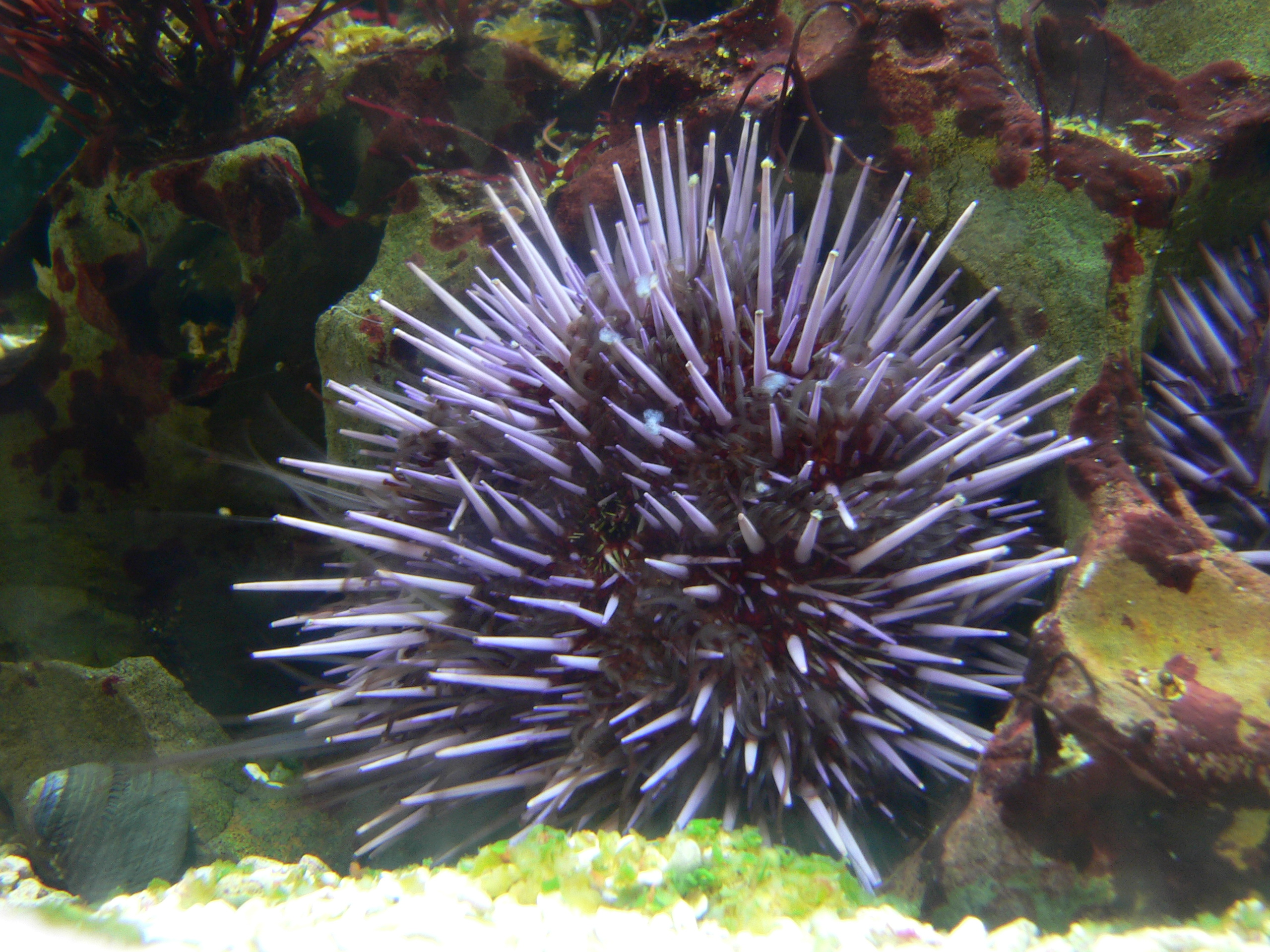
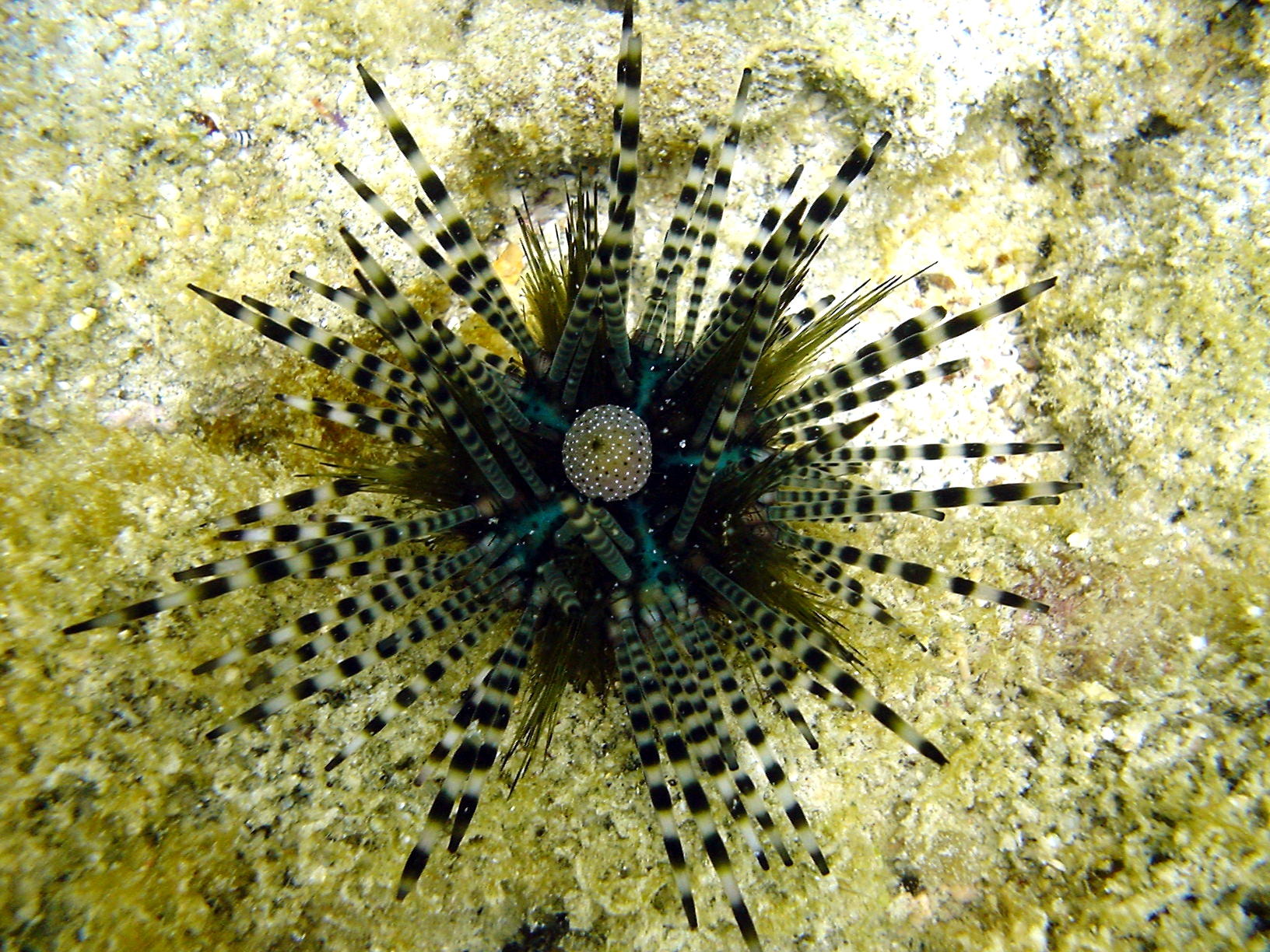
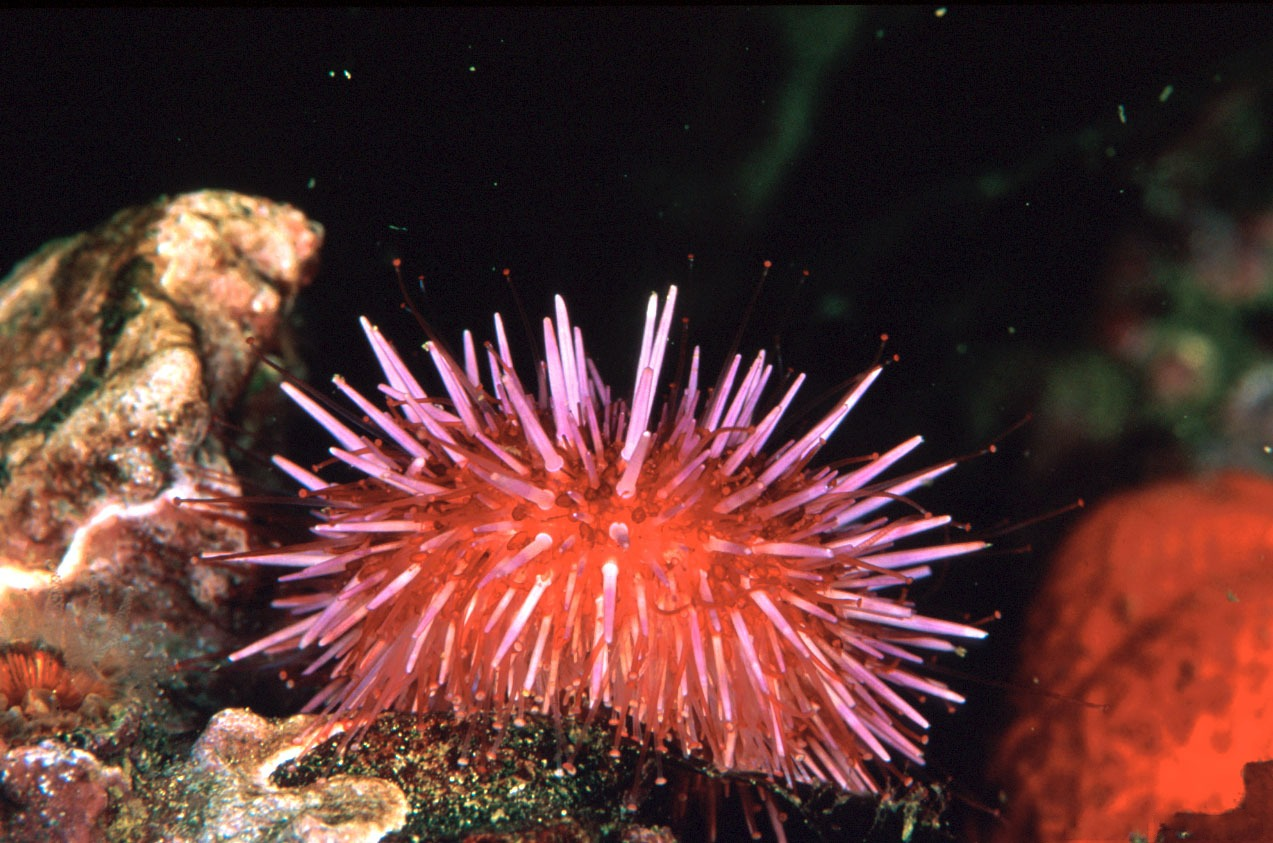
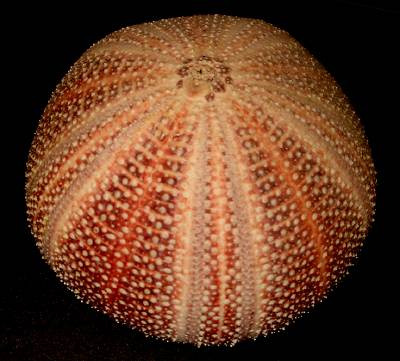
Phần trong bộ xương của một cầu gai